# أليسون شابكر
أليسون شابكر (بالإنجليزية: Alison Schapker)‏ هي كاتبة ومنتجة تلفزيونية أمريكية.

## وصلات خارجية
لم يتم العثور على روابط لمواقع التواصل الاجتماعي.

- أليسون شابكر على موقع IMDb (الإنجليزية)
- أليسون شابكر على موقع ألو سيني (الفرنسية)
- أليسون شابكر على موقع قاعدة بيانات الفيلم (الإنجليزية)
- أليسون شابكر على موقع كينوبويسك (الروسية)